# Lithacodia melanostigma
Lithacodia melanostigma är en fjärilsart som beskrevs av George Francis Hampson 1894. Lithacodia melanostigma ingår i släktet Lithacodia och familjen nattflyn. Inga underarter finns listade i Catalogue of Life.